# Кривое (Алтайский край)
Кривое — село в Панкрушихинском районе Алтайского края России. Административный центр Кривинского сельсовета.

## География
Расположено на берегах озера Кривого. 
Абсолютная высота — 164 метра над уровнем моря.

## История
Основано в 1874 году. 
В 1926 году в селе имелось 474 хозяйства.  Действовали школа I ступени, изба-читальня, народный дом, телефон, кредитное товарищество и лавка общества потребителей. В административном отношении являлось центром Кривинского сельсовета Панкрушихинского района Каменского округа Сибирского края.

## Население
| 1926 | 1997 | 1998 | 1999 | 2000 | 2001 |
| ---- | ---- | ---- | ---- | ---- | ---- |
| 2294 | ↘670 | ↘649 | ↘643 | ↘639 | ↘609 |
| 2002 | 2003 | 2004 | 2005 | 2006 | 2007 |
| ↘568 | ↘525 | ↘520 | ↘453 | ↘450 | ↘443 |
| 2008 | 2009 | 2010 | 2011 | 2012 | 2013 |
| ↗447 | ↘434 | ↘356 | ↘355 | ↘348 | ↘337 |

Национальный состав
В 1926 году  преобладали русские.
Согласно результатам переписи 2002 года, в национальной структуре населения русские составляли 91 %.
гендерный состав
В 1926 году проживало 2294 человека (1115 мужчин и 1179 женщин). 

## Известные уроженцы, жители
В 1918 году в селе Кривое Кривинской волости Барнаульского уезда Алтайской губернии родилась Матрёна Перфильевна Хасанова (1918 — 2003) — передовик советского сельского хозяйства, телятница совхоза «Новосибирский» Новосибирского района Новосибирская область, Герой Социалистического Труда (1966).